# 수문장계회도
수문장계회도(守門將契會圖)는 1630년을 전후한 시기에 조선시대 종4품 관청인 수문관청(守門將廳)에 소속된 수문장들의 계회를 그린 계회도로, 서울특별시 노원구에 있는 육군사관학교에서 소장하고 있다. 2010년 6월 17일 서울특별시의 유형문화재 제303호로 지정되었다.

## 개요
전서체의 제목과 그림, 좌목 세 부분으로 구성된 전형적인 계축의 형식이다. 좌목에는 품직, 이름, 자, 생년, 무과 합격년도, 본관, 거주지 등과 부친의 품직과 이름이 기록되어 있다. 좌목 서두에 “守門將廳”이라 쓰여 있어 계회도의 제작 주체가 수문장들이며 총 19명의 수문장들이 모였었음을 알 수 있다. 19명의 수문장은 강옥(姜沃, 1588~), 김충립(金忠立, 좌목에 생년 기록 없음), 안수익(安受益, 1577~?), 박준민(朴俊敏, 1586~?), 성진창(成振昌, 1603~?), 민태형(閔泰亨, 1593~?), 김익견(金益堅, 1599~?), 이영(李泳, 좌목에 생년 기록 없음), 이익선(李益善, 1596~?), 경유종(慶有宗, 좌목에 생년 기록 없음), 윤중영(尹重榮, 1588~?), 신영(申濚, 1597~?), 김여효(金汝孝, 1601~?), 신위망(申魏望, 1598~?), 김영(金嶸, 1601~?), 권항(權恒, 1575~?), 윤훈(尹壎, 1585~?), 김형(金珩, 1587~?), 이구(李玖, 1592~?) 등이다.
또한 좌목을 통해 그들의 생년을 알 수 있으며, 승정원일기(承政院日記)를 통해 안수익이 1627년 5월, 김충립이 1628년 5월, 김여효가 1629년 2월~7월, 윤훈과 김영이 1629년 7월, 신위망이 1630년 6월, 성진창이 1631년 5월에 수문장이었음을 있었음을 확인할 수 있다. 아울러 그들의 거주지가 서울을 비롯하여 해주, 울진 등 전국 각지에 분포하는 것으로 보아 전․현직 수문장들이 한 자리에 모였던 것으로 추정된다. 계회의 설행일시는 그림이나 좌목 서두에 명시되는 것이 일반적인데 이 작품에는 설행일시가 적혀 있지 않다. 그러나 좌목에 기록된 인물들의 관직 재임시기로 상정해 볼 때 1630년을 전후한 시기 즉, 1627년(인조 5)부터 1631년(인조 9) 사이에 계회가 열린 것으로 판단된다.
그림은 한강변을 배경으로 하고 있는데 근경은 왼편으로 치우친 언덕과 차일 아래 늘어선 인물들이 등장하고 있다. 중경은 넓게 흐르는 강과 사구(沙丘), 작은 봉우리로 구성되었으며, 원경은 산으로 이루어져 16세기 이래 실경산수를 배경으로 한 계회도의 한 종류인 ‘잠두봉계회도(蠶頭峯契會圖)’ 계열의 그림임을 알 수 있다. 차일 아래에는 중앙의 인물을 중심으로 좌우로 8명씩 총 17명의 인물이 나란히 앉아 있으며, 말을 탄 1명의 인물이 뒤늦게 도착하는 모습을 그렸다. 색채는 녹색과 적색, 청색이 사용되었다. 산수는 녹색의 담채를 사용하였고, 건물의 지붕과 시녀의 복식, 술항아리가 놓인 탁자, 원경(遠景)의 해 등에는 선명한 적색이 사용되었다. 적색의 사용에는 부분적으로 후대의 가채(加彩) 흔적이 관찰된다. 차일의 밑단에는 청색의 담채가 보인다.
장황(粧䌙)은 마름모형 사방연속무늬가 있는 미색의 비단으로 그림의 가장자리[변아(邊兒)]를 두르고 꽃무늬가 있는 감색 비단으로 위․아랫단을 꾸몄다. 상축(上軸)에 쇠고리 2개가 남아 있어 자료적 가치가 크다. 제작 당시의 최초 장황 상태가 아니라 후대에 개장된 것이지만 원래의 장황 재료를 십분 활용한 것으로 보이며 장황의 형식이나 쇠고리의 유존 등 오래된 조선시대의 장황 양식을 알 수 있는 귀한 자료이다.
육군박물관 소장 <수문장계회도>는 17세기 전반기에 제작된 현전하는 유일의 수문장청(守門將廳) 계회도로 한강변의 실경을 배경으로 한 17세기 전반기 계회도의 일례로서 가치가 있어 서울특별시 유형문화재로 지정되었다.

## 참고 자료
- 수문장계회도 - 국가유산청 국가유산포털